# Ferrovia Massa Marittima-Follonica
La ferrovia Massa Marittima-Follonica era una linea ferroviaria italiana in concessione, aperta nel 1902 e chiusa nel 1944, che collegava il comune di Massa Marittima con il porto di Follonica.

## Storia

### Il progetto e la costruzione
Un primo progetto di collegamento ferroviario tra il porto di Follonica e le Colline Metallifere fu presentato al Parlamento del Regno d'Italia nel 1882, venendo però bocciato. Stilato dall'ingegnere Alceo Taddei di Chiusdino, il progetto prevedeva la costruzione di una strada ferrata lunga 76 chilometri, fortemente voluta sia dall'amministrazione di Massa Marittima che dalle aziende attive nell'industria mineraria che gestivano l'estrazione di minerali nella zona. La linea era altresì considerata strategica dal punto di vista militare, poiché sarebbe stata l'unica ferrovia ad attraversare trasversalmente l'Italia centrale.
Agli albori del XX secolo la situazione cambiò: nel 1899 un Regio decreto incaricò, per conto del comune di Massa Marittima, la costituzione di una società anonima alla quale commissionare la realizzazione della ferrovia all'imprenditore padovano Pericles Tzikos e all'ingegnere bulgaro Emilio Török. L'idea era quella di costruire una ferrovia a scartamento ordinario che connettesse l'entroterra toscano al litorale tirrenico all'altezza del porto di Follonica, sulla base di un progetto elaborato nel 1887 dall'ingegnere Telemaco Parri di Follonica e dall'architetto Manfredini di Firenze e rivisitato nel 1890 recependo alcune variazioni imposte dall'Ispettorato Generale delle Strade Ferrate. La Società Anonima della Ferrovia Massa Marittima-Follonica (FMF) vide la luce nel 1900.

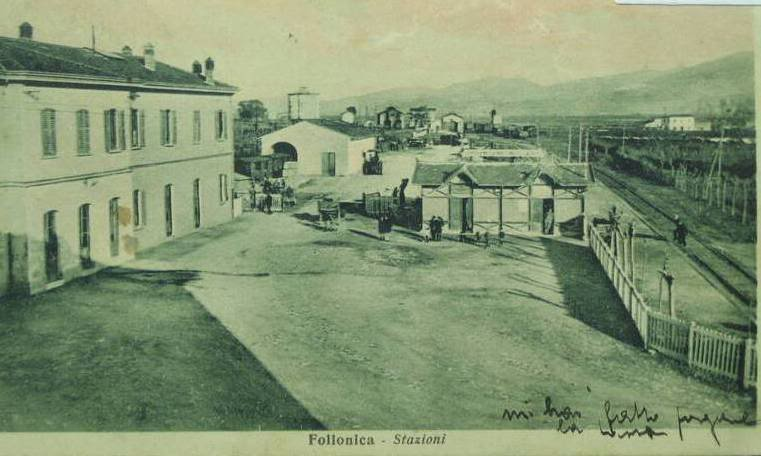
L'area delle due stazioni passeggeri di Follonica

La FMF era parte di un più ampio gruppo di concessionarie ferroviarie, denominato Società Italiana per le Strade Ferrate Sovvenzionate (SFS), che già eserciva le ferrovie Poggibonsi-Colle Val d'Elsa, Benevento-Cancello e L'Aquila-Capitignano. La costruzione della ferrovia Massa Marittima-Follonica fu subito avviata e si concluse con l'inaugurazione dell'intero tracciato l'11 dicembre 1902. Il binario della linea aveva origine presso il porto di Follonica e raggiungeva il terminale opposto di Massa Marittima - la cui stazione era posta in località Ghirlanda - dopo 25 km di percorso e un dislivello complessivo di oltre 350 metri.
Sulla linea il servizio merci, fiorente sin dalle prime battute e consistente principalmente nello spostamento del minerale estratto dalla miniera della Val d'Aspra verso il porto di Follonica, fu coadiuvato da un servizio passeggeri con ambito prevalentemente locale. Inizialmente esercitata con trazione a vapore, in un secondo momento l'intera ferrovia fu elettrificata.

### Il declino dei traffici
Nata essenzialmente come ferrovia mineraria, la linea risentì pesantemente della crisi che scaturì dalla Grande Depressione: i prezzi dei minerali crollarono e con essi anche il traffico sulla ferrovia, sia di merci che di passeggeri, subì una forte contrazione. Il volume di materiale trasportato passò dalle 165.000 tonnellate movimentate nel 1920 alle appena 30.000 tonnellate del 1930; tale riduzione del traffico merci fu anche accentuata dalla decisione della ditta Montecatini di interrompere l'utilizzo della ferrovia per il trasporto di merci e di servirsi delle proprie teleferiche, lunghe complessivamente più di 30 km, per inoltrare i minerali estratti verso Scarlino e il mare, risparmiando così sui costi di trasporto.
Il 1º febbraio 1933, con la FMF costretta ad economizzare l'esercizio, il servizio passeggeri sulla ferrovia fu sospeso e sostituito con un autoservizio. Il traffico merci, pur non raggiungendo i livelli antecedenti alla crisi, si attestò alla fine degli anni Trenta su valori sufficienti a garantire l'equilibrio economico della società concessionaria. Il 31 maggio 1941, allo scopo di provvedere all'insufficienza del servizio su strada, fu ripristinato sulla linea un servizio passeggeri di fortuna; oltre alle carrozze impiegate prima della soppressione del servizio, si ipotizzò di utilizzare le nuove automotrici T5 tipo Laviosa, già sperimentate sulla tranvia di Massa, operando una riduzione dello scartamento sull'intero tracciato della ferrovia. Alla fine tale progetto non si concretizzò e la FMF ricorse all'acquisizione delle carrozze C 563 di proprietà delle Ferrovie Nord Milano.

### La guerra e la soppressione
Nel maggio 1944 il servizio sulla linea fu interrotto a causa degli ingenti danni subiti ad opera delle truppe tedesche in ritirata, le quali abbatterono i ponti sul fiume Pecora e il torrente Petraia e distrussero l'unico sottopasso della ferrovia. Secondo una commissione tecnica nominata nel 1944 dal Sindaco di Massa Marittima, la spesa complessiva prevista per i lavori avrebbe dovuto aggirarsi intorno ai 2 milioni di lire, tuttavia le perizie e le valutazioni successive dei danni di guerra rivelarono cifre ben diverse: il costo totale stimato salì a circa 17.513.920 lire, con un tempo di completamento dei lavori stimato tra sei e otto mesi, nettamente superiore rispetto alle previsioni iniziali. Nonostante queste informazioni fossero già disponibili nel 1946, il provvedimento per la riattivazione della ferrovia tardava ancora ad arrivare.
La Commissione per la riattivazione dei servizi pubblici di trasporto, istituita con decreto legislativo luogotenenziale n. 346 del 15 ottobre 1944, ritenne non indispensabile la ricostruzione e riapertura della ferrovia Massa Marittima-Follonica, che venne formalmente soppressa nel 1948.
I beni immobili un tempo funzionali all'esercizio sulla linea furono in seguito oggetto di un accordo tra lo Stato e la FMF, cui furono affidati; il suddetto accordo venne recepito con il decreto interministeriale n. 685 del 20 giugno 1963. Nel 1967 la FMF fu riconvertita a servizio di autolinee e ottenne, due anni dopo, la concessione per esercitare il trasporto pubblico tra Massa Marittima e Follonica in sostituzione della ferrovia.

### La mancata ricostruzione
In vista dell'apertura della miniera di pirite di Campiano, con delibera n. 10759 del 7 dicembre 1977 la Regione Toscana approvò un progetto di ripristino della ferrovia Massa Marittima-Follonica, che sarebbe così tornata ad effettuare il servizio merci. Il progetto, che prevedeva anche un prolungamento della linea in direzione di Niccioleta e, appunto, Campiano, fu trasmesso al Ministero dei trasporti, ma non venne approvato.

## Caratteristiche
| Unknown route-map component "exKBHFa" |

| Unknown route-map component "exBHF" |

| Unknown route-map component "exHST" |

| Unknown route-map component "exBHF" |

| Unknown route-map component "exBHF" |

| Unknown route-map component "exWBRÜCKE2" |

| Unknown route-map component "STR+l" | Unknown route-map component "xKRZu" | Unknown route-map component "CONTfq" |

| Small arched bridge over water | Unknown route-map component "exWBRÜCKE2" |  |

|  | Straight track | Unknown route-map component "exABZgl" | Unknown route-map component "exABZq+r" | Unknown route-map component "exKDSTeq" |

| Unknown route-map component "eKRWg+l" | Unknown route-map component "exKRWgr" | Unknown route-map component "exSTR" |

| Station on track | Unknown route-map component "exKBHFe" | Unknown route-map component "exSTR" |

| Unknown route-map component "CONTgq" | One way rightward |  | Unknown route-map component "exSTR" |  |

|  |  | Unknown route-map component "exKDSTe" |

Il tracciato della linea, lungo in totale 25,976 km, presentava curve con un raggio minimo di 250 m e pendenze massime del 23‰ nel tratto fra Cura Nuova e Valpiana. Lungo la ferrovia, il cui binario era armato con rotaie Vignoles da 27,5 kg/m, furono eretti dieci caselli. Il ricovero del materiale rotabile di proprietà della FMF aveva luogo presso il deposito di Follonica, dotato di una torre dell'acqua e di una piattaforma girevole, oltre che di un fabbricato che poteva ospitare due locomotive, e presso il deposito di Massa Marittima, comprensivo di un'officina. Nel comune di Massa Marittima si originavano alcuni raccordi con la miniera di ferro della Val d'Aspra – a sua volta servita anche da una breve ferrovia a scartamento ridotto –, con il silo dell'azienda Montecatini e con la segheria Campani. Il percorso della ferrovia è ancora riconoscibile: parzialmente cancellato e inglobato nei campi coltivati nel tratto fra Cura Nuova e Valpiana, è stato in buona parte convertito a strada sterrata.

### Percorso
Gli impianti di Follonica, demoliti in seguito alla dismissione, erano costituiti da una stazione passeggeri e uno scalo merci. La stazione passeggeri, all'epoca chiamata "Follonica per Massa Marittima", era posta a 9,8 metri sul livello del mare ed era situata in posizione adiacente alla stazione FS di Follonica, con cui peraltro era raccordata. Lo scalo merci sorgeva invece a ridosso del porto di Follonica; posto alla progressiva chilometrica 0 e denominato "Follonica Porto", veniva raggiunto tramite un raccordo curvilineo in discesa lungo 808 m, al termine del quale un pontile permetteva di trasferire le merci dai carri direttamente sulle navi. In questa zona era inoltre presente una diramazione a servizio delle vicine fonderie ILVA.
Partendo dalla stazione di Follonica per Massa Marittima, la linea attraversava il centro abitato follonichese, sottopassava in trincea la ferrovia Tirrenica e superava la zona industriale della città. In seguito il binario seguiva l'andamento della valle del fiume Pecora, attraversava la via Aurelia con un passaggio a livello e raggiungeva la stazione di Cura Nuova alla progressiva chilometrica 8+605, ossia al termine della strada provinciale Vado all'Arancio. Presso gli impianti di Cura Nuova venivano caricati i minerali estratti dalle miniere di Montioni e il legname proveniente dalle zone circostanti. Poco prima della suddetta stazione, alla progressiva 8+022, la ferrovia oltrepassava il Pecora su di un ponte a travata metallica con luce di 28 m.

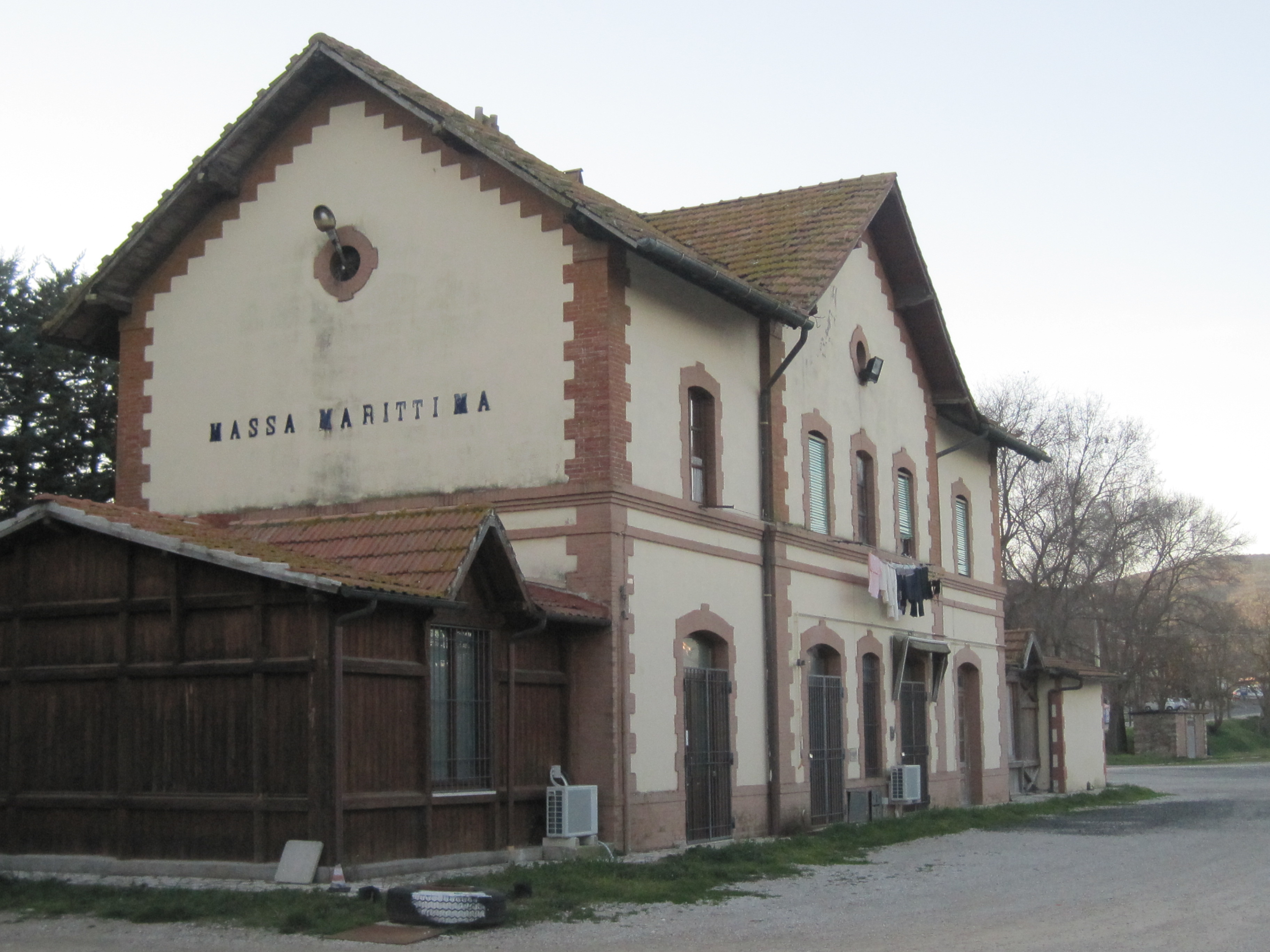
Il fabbricato viaggiatori della ex stazione di Ghirlanda

Orientata verso nord-est, la linea proseguiva con un'andatura rettilinea fiancheggiando la strada provinciale Massetana (successivamente divenuta strada regionale 439 Sarzanese Valdera); dopo aver superato i torrenti Venelle e Aronna, il binario raggiungeva la frazione di Valpiana, dove incontrava una stazione a servizio del centro abitato e della locale ferriera. In prossimità dell'ottavo casello, poi, dalla linea si originava un raccordo attivato nel 1904 per servire l'allora importante miniera di Poggio Guardione. Alla progressiva 20+596 sorgeva la stazione di Schiantapetto, composta da un fabbricato viaggiatori a tre piani, un magazzino e un piano caricatore.
Alla progressiva 25+168 la ferrovia, dopo aver disegnato un arco attorno al colle sul quale sorge Massa Marittima, si attestava nella stazione terminale di Ghirlanda, piccola frazione posta a circa 1500 m dal centro abitato massetano. La planimetria di tale impianto, realizzato come stazione di transito, tradiva le originarie intenzioni di allungare la linea e realizzare un collegamento transappenninico sulla base della ferrovia Massa Marittima-Follonica. Il fabbricato viaggiatori della stazione di Ghirlanda è tuttora esistente ed è stato riqualificato, mentre sopravvivono anche quasi tutti i dieci caselli costruiti lungo la linea.

## Materiale rotabile

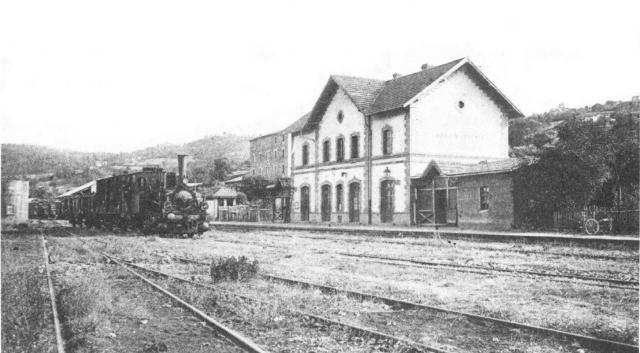
La stazione di Massa Marittima in una cartolina d'epoca risalente al 1916: si nota una locotender T3 in partenza

L'esercizio sulla linea era effettuato inizialmente per mezzo di tre locomotive a vapore a tre assi che la FMF aveva acquistato dalle Ferrovie Nord Milano; costruite nel 1880 dalla ditta tedesca Maschinenfabrik Esslingen, furono battezzate Massa Marittima, Follonica e Lomazzo. Nel 1904, dopo appena due anni di servizio, le tre locomotive furono sostituite da altrettante locotender del tipo T3, costruite l'anno precedente dalla Henschel & Sohn e battezzate Tedesco, Calamartina e Libertas. Nel 1907 ad esse si aggiunse una quarta locotender dalle medesime caratteristiche. La locomotiva Follonica prestò servizio fino ai primi anni Sessanta per conto delle Officine Gallinari di Reggio Emilia, mentre la Massa Marittima fu impiegata dalla Società Tranvie della Provincia di Verona e Vicenza fino al 1946, quando fu trasferita sulla tranvia Monza-Trezzo-Bergamo.
Nel 1915 e nel 1923 furono acquistate due ulteriori locomotive, in precedenza attive per conto della Società anonima italiana per le ferrovie salentine: costruite dalle Officine Meccaniche Reggiane, non furono mai immatricolate come locomotive n. 8 e 9. Durante la prima guerra mondiale la FMF integrò il servizio sulla linea noleggiando una locotender di provenienza francese; nel dopoguerra vennero poi noleggiate altre locomotive dalle Ferrovie dello Stato e dalle Ferrovie Salentine. La flotta di locomotive cominciò in seguito a ridursi con la restituzione delle unità noleggiate, l'alienazione del locotender acquistato nel 1907 e la cessione della Calamartina alla Ferrovia Colle-Poggibonsi (FCP); nel 1934 quest'ultima fu immatricolata nel parco FS come locomotiva 999.005. Infine, nel 1930, iniziò a circolare sulla ferrovia la locomotiva Borsig n. 21 a quattro assi, proveniente dalla Società per le Ferrovie Adriatico Appennino.
Completavano la dotazione della FMF 145 carri merci di vario tipo, 127 dei quali noleggiati dalla società L'Ausiliare di Milano, e 8 carrozze e bagagliai a carrelli costruite dalla ditta Carminati & Toselli. Nel 1925, su iniziativa della stessa L'Ausiliare, che aveva interessi sia nella FMF che nella FCP, fu sperimentata sulla ferrovia Massa Marittima-Follonica l'automotrice Narizzano Tipo I, prodotta dalla ditta Ferrautovie, specializzata nella costruzione di automotrici leggere con motore a combustione e alimentazione a nafta. Il Narizzano, ricavato dal telaio di un autobus Fiat 18 BL, rappresentava uno dei primi esempi di automotrice in Italia e fu dapprima provato sulla linea il 25 gennaio 1925, per poi essere immesso sperimentalmente in servizio per un periodo di quattro mesi. Nonostante il buon esito della prova, per l'esercizio sulla ferrovia L'Ausiliare decise di ripiegare sull'acquisto di due automotrici costruite dalla ditta Ganz.

### Materiale motore di proprietà
| Unità                  | Anno di acquisizione | Costruttore               | N. costruzione | Tipo                                       | Note                                                                      |
| ---------------------- | -------------------- | ------------------------- | -------------- | ------------------------------------------ | ------------------------------------------------------------------------- |
| n. 1 - Massa Marittima | 1902                 | Maschinenfabrik Esslingen | 1784           | A 3 assi                                   | Ex Ferrovie Nord Milano n. 1 - Como, poi ceduta alla MTB                  |
| n. 2 - Follonica       | 1902                 | Maschinenfabrik Esslingen | 1787           | A 3 assi                                   | Ex Ferrovie Nord Milano n. 4 - Lomazzo                                    |
| n. 3 - Valpiana        | 1902                 | Maschinenfabrik Esslingen | 1786           | A 3 assi                                   | Ex Ferrovie Nord Milano n. 3 - Camerlata o 5 - Rovellasca                 |
| n. 4 - Tedesco         | 1904                 | Henschel & Sohn           | 6520           | A 3 assi - tipo prussiano T3               | Noleggiata fra il 1933 e il 1935 alla (SFS), ceduta alla società Terni    |
| n. 5 - Calamartina     | 1904                 | Henschel & Sohn           | 6523           | A 3 assi - tipo prussiano T3               | Ceduta alla Ferrovia Poggibonsi-Colle Val d'Elsa (FPC)                    |
| n. 6 - Libertas        | 1904                 | Henschel & Sohn           | 6524           | A 3 assi - tipo prussiano T3               | Noleggiata fra il 1932 e il 1933 alla Ferrovia Marmifera di Carrara (FMC) |
| n. 7                   | 1907                 | Henschel & Sohn           | 7330           | A 3 assi - tipo prussiano T3               |                                                                           |
| n. 311                 | 1915                 | Officine Reggiane         | 17             | A 3 assi - tipo prussiano T3               | Ex Ferrovie Salentine                                                     |
| n. 315                 | 1923                 | Officine Reggiane         | 22             | A 3 assi - tipo prussiano T3               | Ex Ferrovie Salentine                                                     |
| n. 10                  | 1930                 | Borsig                    |                | A 4 assi - tipo Mallet (rodiggio 0-2-2-0t) | Ex n. 21 Ferrovia Adriatico Appennino                                     |
|                        | 1925                 | Ganz                      |                | Automotrice a 2 assi, a benzina            | Ceduta nel 1932 alla FPC, poi immatricolata FS ALb 16                     |